# Instituto Nacional de Propiedad Industrial
El Instituto Nacional de Propiedad Industrial de Chile (INAPI) es un organismo público de Chile, creado por ley e inició sus actividades en enero de 2009. Tiene sus oficinas en Santiago de Chile y cumple las funciones de registro, administración e implementación de políticas de propiedad industrial además de ser el órgano consejero del Presidente de la República en estas materias relacionadas. Todo lo referente a la propiedad intelectual no industrial ni comercial, es de competencia del Servicio Nacional del Patrimonio Cultural. 
A nivel internacional, el INAPI colabora de manera conjunta con la Organización Mundial de la Propiedad Intelectual (OMPI), como también con organismos de similar naturaleza de países con los que mantiene relaciones diplomáticas formales, especialmente con aquellos donde las empresas chilenas operan con una inversión importante, como por ejemplo, la Oficina de Patentes y Marcas de Estados Unidos (USPTO) y el Instituto Nacional de Propiedad Industrial de Brasil.
El día 3 de enero de 2020, las oficinas de atención a usuarios en los pisos 1 y 2 fueron atacadas e incendiadas cerca de las 20 horas, con pérdida total del primer piso. No hubo heridos por este atentado. Funcionarios de la institución continuaron la atención a usuarios sin computadores ni escritorios en el patio del edificio por un lapso de una semana. A contar del lunes 13 de enero la atención a usuarios comenzó a desarrollarse en el piso 13 del mismo edificio.